# Malcolm Griffiths
Malcolm Jesse Griffiths (Barnet, 29 september 1941) is een Britse jazztrombonist van de modernjazz.

## Biografie
Griffiths leerde als kind piano spelen, voordat hij op 17-jarige leeftijd wisselde naar de trombone. Na zijn studie economie studeerde hij trombone aan het London College of Music. Hij speelde eerst in de band van Mike Westbrook, daarna in 1968 en 1969 met John Surman, Michael Gibbs en Ray Russell, voordat hij zijn eigen band oprichtte en met Buddy Rich door Engeland en de Verenigde Staten toerde. Hij maakte toen deel uit van Chris McGregors Brotherhood of Breath en het Alan Skidmore kwintet, maar trad ook op met de John Warren bigband en met Paul Rutherfords Iskra in 1912. In 1972 werd hij lid van het orkest van John Dankworth. Halverwege de jaren 1970 bleef hij samenwerken met Stan Sulzmann, Alan Cohen, Surman, Harry Miller en Georgie Fame. Vanaf eind jaren 1970 was hij lid van het octet en de bigband van Stan Tracey, bleef hij samenwerken met Gibbs en Westbrook en organiseerde hij de bigband van Gil Evans. Hij speelde met het Welsh National Opera Orchestra en toerde met Diana Ross, Gladys Knight, The Three Degrees en Sinéad O'Connor, voor wie hij ook arrangeerde. Hij speelde ook in het Dedication Orchestra van Louis Moholo en werkte voor George Fenton, John Altman, Gil Askey en Björk.